# Uniwersytet w Kassel
Uniwersytet w Kassel (niem. Universität Kassel) – uczelnia w Kassel, w Hesji, założona w 1971 jako Gesamthochschule Kassel (Zintegrowana Szkoła Wyższa w Kassel).
Była to pierwsza uczelnia tego typu oraz jedyna Gesamthochschule poza Nadrenią Północną-Westfalią. Pierwszy nabór studentów na studia w opracowanym na tej uczelni zunifikowanym modelu nauczania (Kasseler Modell) odbył się w 1974 r.
Koncepcja szkoły wyższej opracowana w Kassel zakładała przede wszystkim połączenie w jedną uczelnię różnych, istniejących już na terenie Kassel, szkół wyższych – w tym przypadku były to Hochschule für Bildende Künste (Wyższa Szkoła Sztuk Plastycznych), Ingenieurschule (Wyższa Szkoła Inżynierska) oraz Höhere Wirtschaftsfachschule (Wyższa Szkoła Ekonomiczna). W tym celu rozpoczęto koncentrację budynków różnych wydziałów wokół centralnego miejsca (kampusu) przy Holländischer Platz.

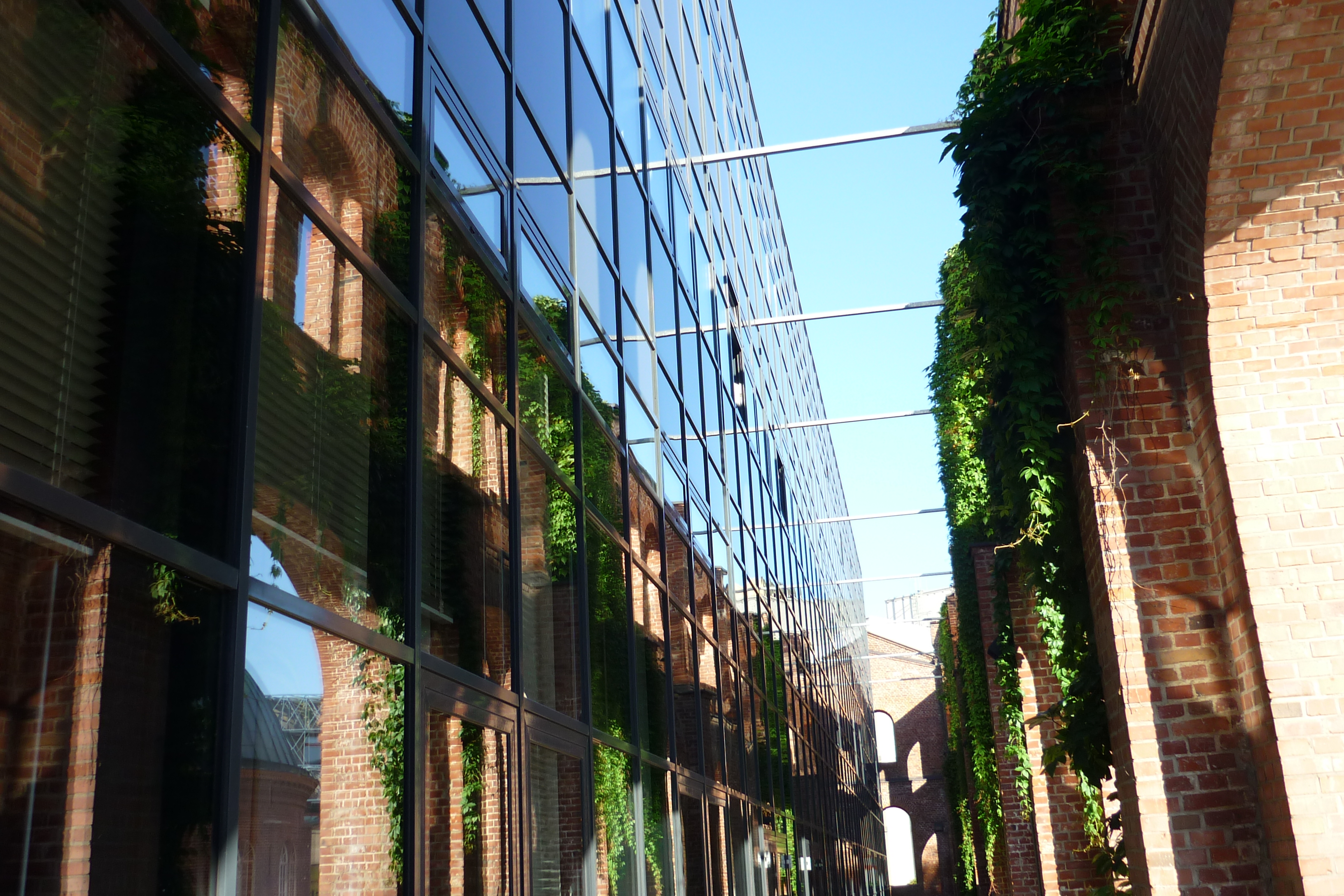
Sophie-Henschel-Haus
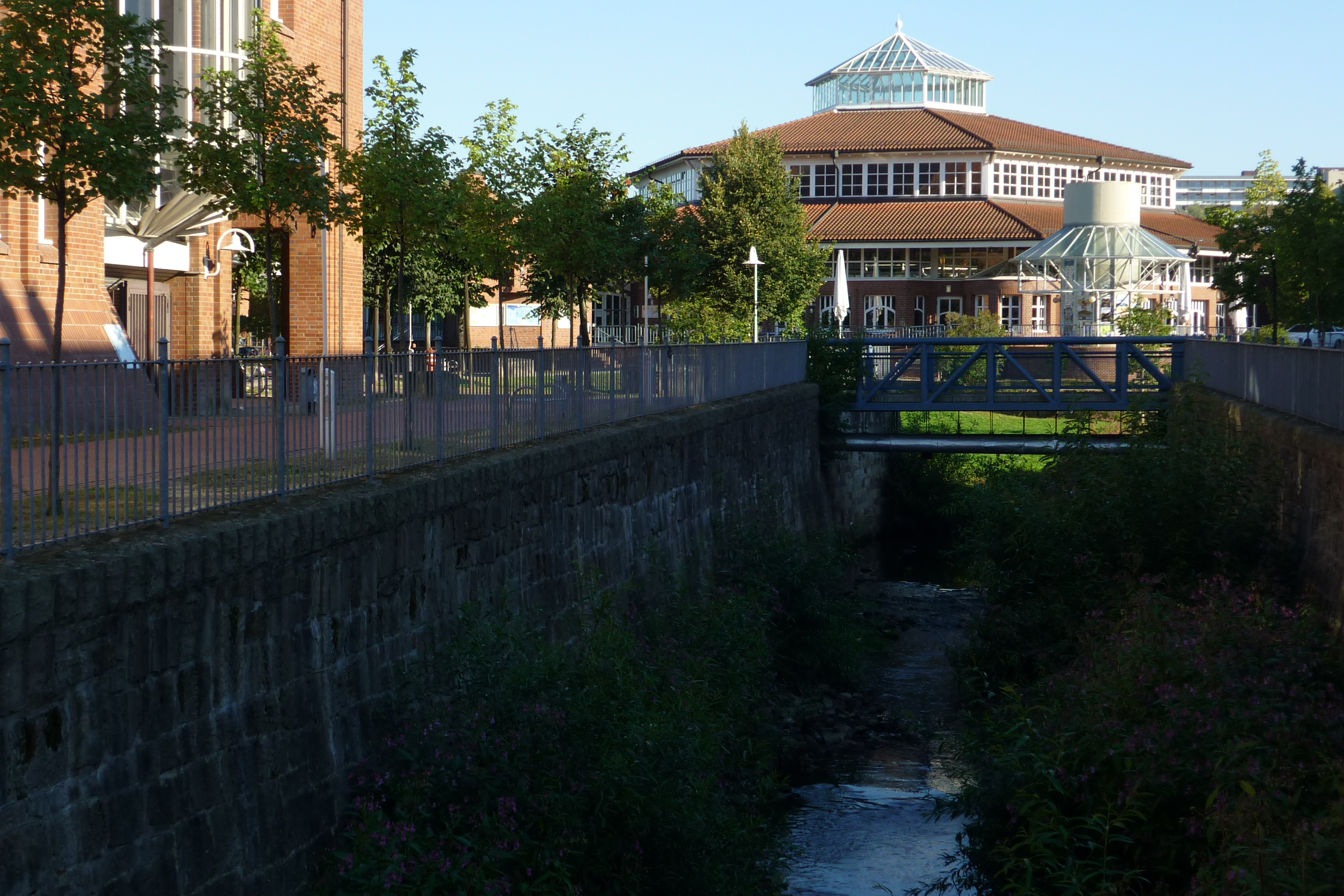
Kampus przy HoPla – Ahna
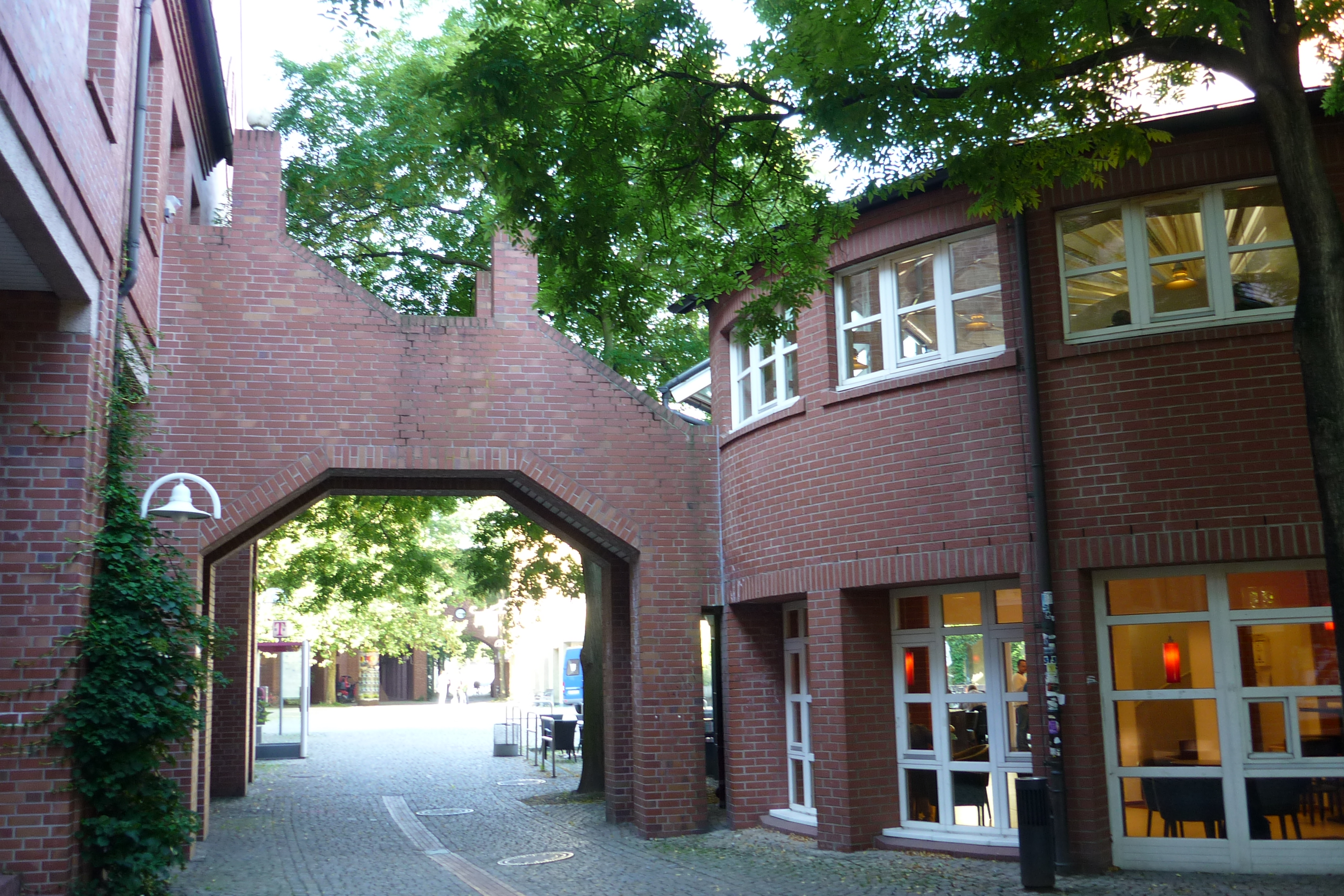
Kampus przy HoPla – Diagonale
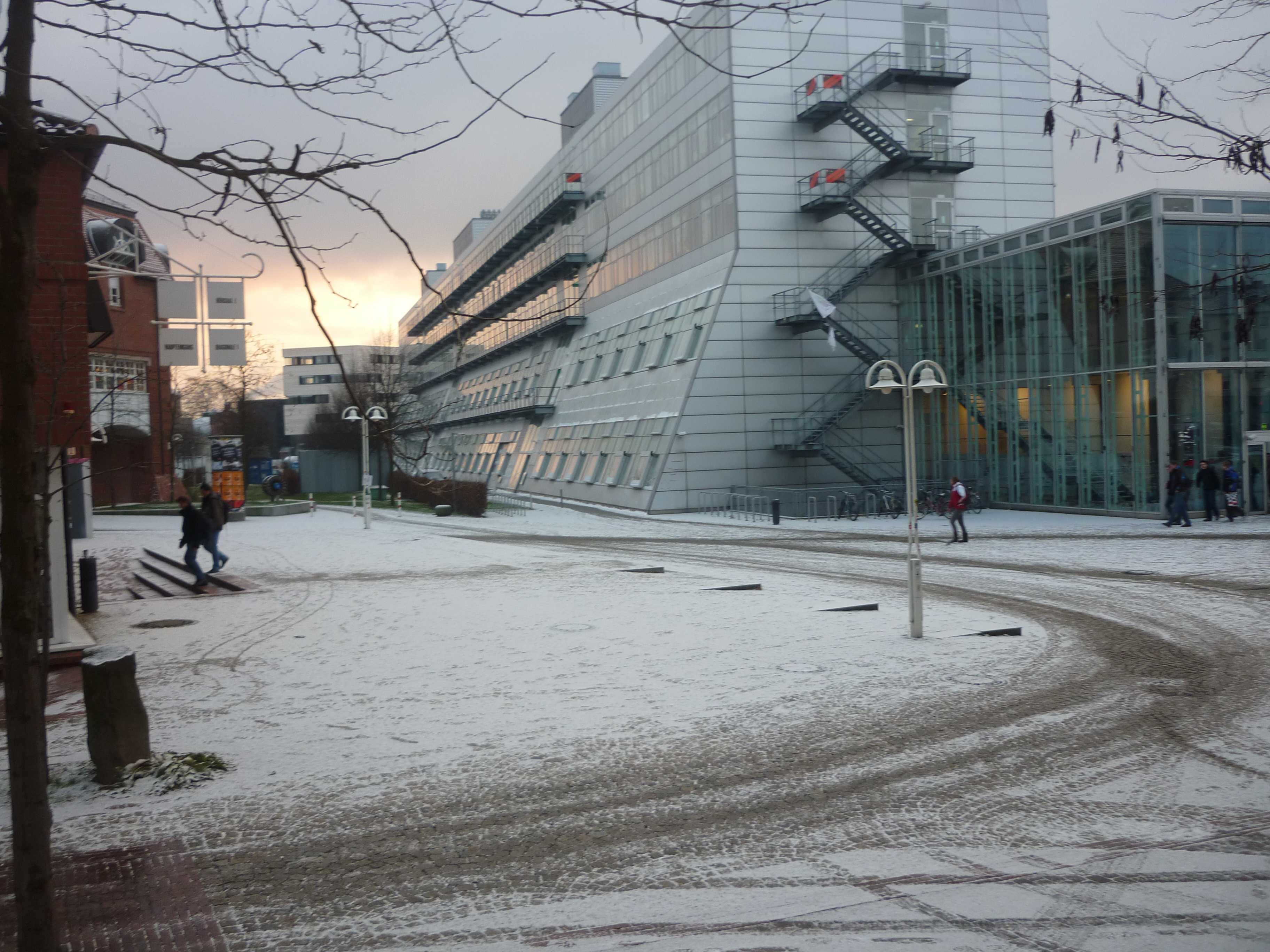
Kampus przy HoPla

Skupianie budynków uczelni w tym miejscu nie jest jeszcze zakończone. Poszczególne wydziały są rozproszone po całym mieście (Heinrich-Plett-Straße, Menzelstraße, Wilhelmshöher Allee, Damaschke-Straße). Administracja od 1985 znajduje się przy głównym kampusie w północno-wschodniej części centrum, w dzielnicy Nord-Holland, na dawnych terenach firmy Henschel, dzisiejszym Holländischer Platz. Dodatkowo w 2002 władze landu przejęły tereny należące do byłej fabryki namiotów Gottschalk & Co, które to tereny zostały przekazane uczelni na podstawie koncepcji zabudowy opracowanej w 2005 r.
W 1993 r. Gesamthochschule Kassel została przekształcona w Universität Gesamthochschule Kassel oraz przyjęta do Fundacji na rzecz Nauki Niemieckiej (Deutsche Forschungsgemeinschaft). Od 2003 oficjalna nazwa uczelni brzmi Universität Kassel (decyzja senatu uniwersyteckiego).

## Historia

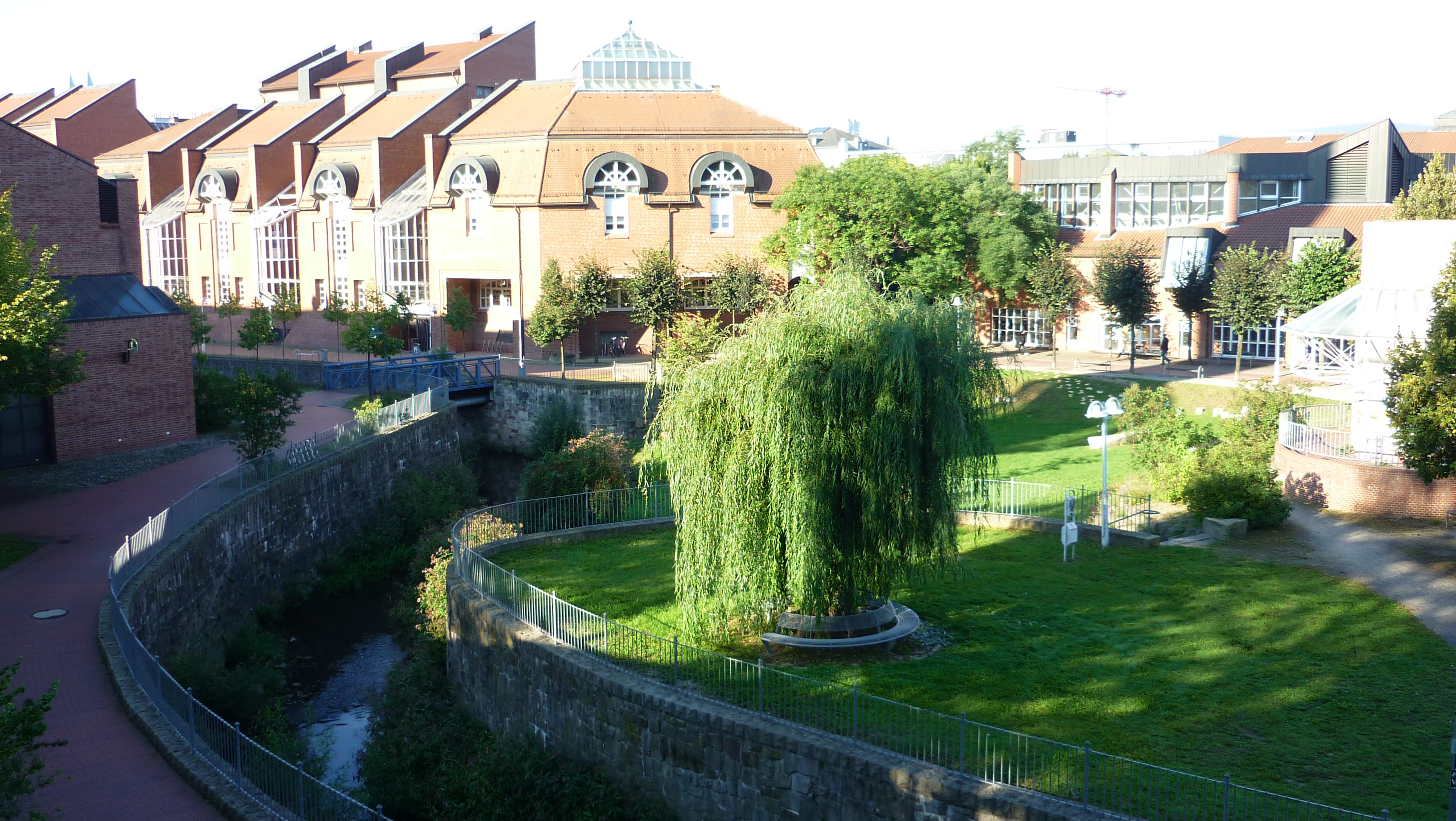
Kampus przy Holländischer Platz

Pierwszy uniwersytet w Kassel został założony w 1633 r. Począwszy od tego momentu Kassel przez 20 lat było nazywane miastem uniwersyteckim. Jednak po odbiciu Marburga Uniwersytet Filipa został w 1653 ponownie przeniesiony do Marburga. Następny etap w historii wyższej uczelni w Kassel to 1777, w którym Landgraf Friedrich II założył dzisiejszą Wyższą Szkołę Sztuk Plastycznych – wtedy nazwaną Akademią Sztuki. W XIX wieku założono tutaj Höhere Gewerbeschule (Wyższą Szkołę Rzemiosła), na której wykładali m.in. chemicy Heinrich Buff, Friedrich Wöhler i Robert Bunsen. Uczelnia ta, jak również Staatsbauschule Kassel (Państwowa Szkoła Budowlana) uznawane są za zaczątki Uniwersytetu w Kassel.
Również w XIX wieku (1898) w miejscowości Witzenhausen powstała Tropenschule (Niemiecka Szkoła Kolonialna). Obecnie kampus w Witzenhausen jest siedzibą wydziału nr 11 Ekologiczna Agronomia.
Pierwsze żądania utworzenia uniwersytetu w Kassel podniesione zostały w 1958 r. Następnie powołana została do życia inicjatywa obywatelska, która miała za cel wdrożenie tego postulatu. W 1970 r. parlament Hesji uchwalił utworzenie uczelni typu integrierte Gesamthochschule. Za założyciela GhK uważany jest minister kultury i oświaty w Hesji, Ludwig von Friedeburg. Uczelnia podjęła pracę 25 października 1971. Pierwszym rektorem została dr Vera Rüdiger. Pierwszy nabór studentów na studia w zunifikowanym modelu nauczania (Kasseler Modell) odbył się w 1974. W rok później stanowisko rektorskie objął prof. dr Ernst Ulrich von Weizsäcker. Od 1985 centralny kampus znajduje się przy Holländischer Platz, w skrócie HoPla. W jubileusz 20-lecia uczelni uniwersytet liczył 16 000 studiujących. W roku akademickim 2001/2002 z pomocą sponsorów zostały wprowadzone dwa nowe interdyscyplinarne kierunki: informatyka i Wirtschaftsingenieurwesen.
15 lutego 2002, 30 lat po założeniu, uczelnia świętowała swój pierwszy Dzień Uniwersytetu. Od tej pory impreza ta odbywa się raz do roku w miesiącach zimowych. W ramach procesu bolońskiego począwszy od roku 2004 zostały wprowadzone nowe typy studiów (bachelor i master), poza tym zostały utworzone następne kierunki dyplomowe: mechatronika i nanostructure and molecular sciences. W ramach wdrażania postanowień bolońskich wprowadzany jest system punktów kredytowych ECTS.

## Wydziały
- Wydział 1 – nauki humanistyczne

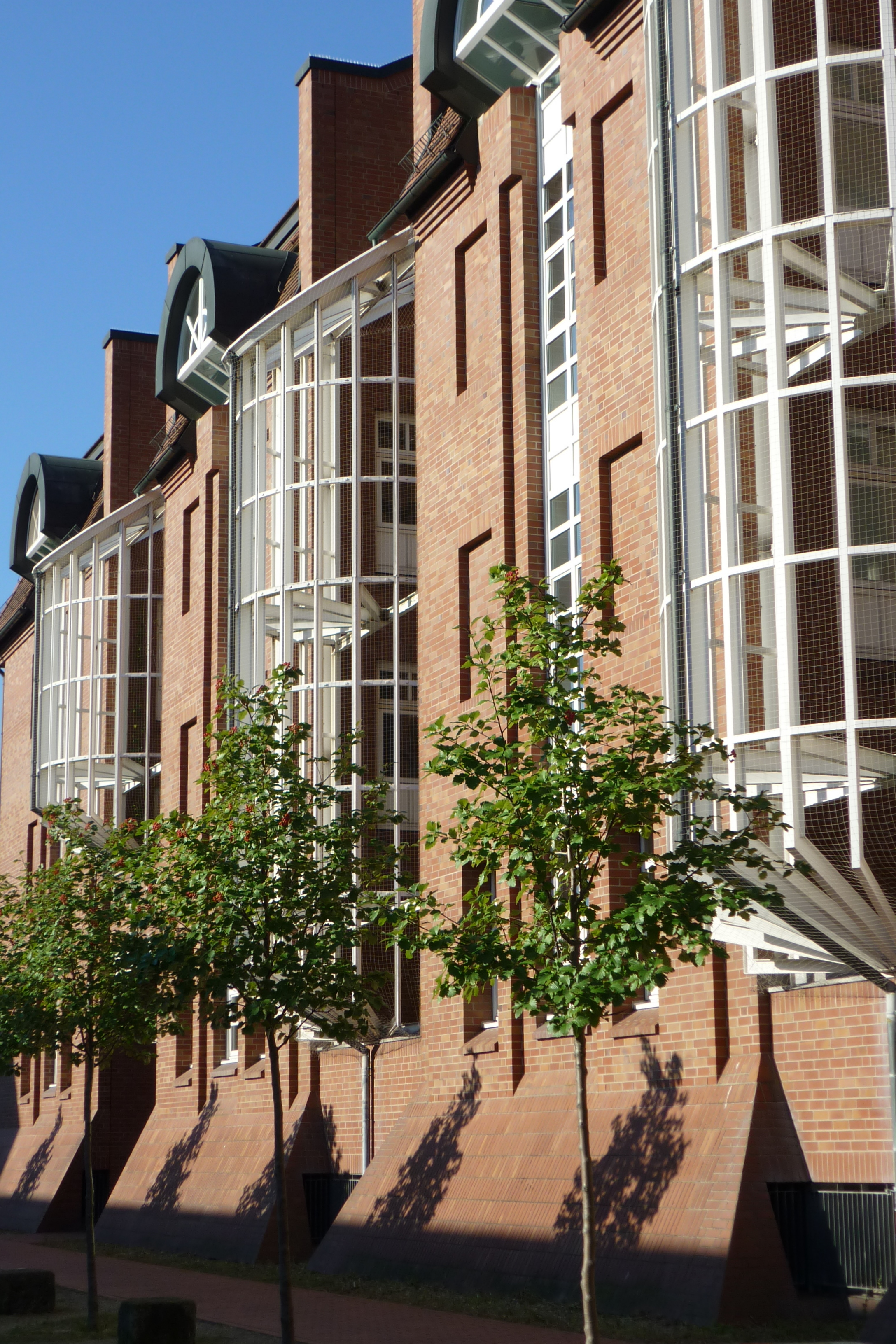
Budynek biblioteki przy HoPla

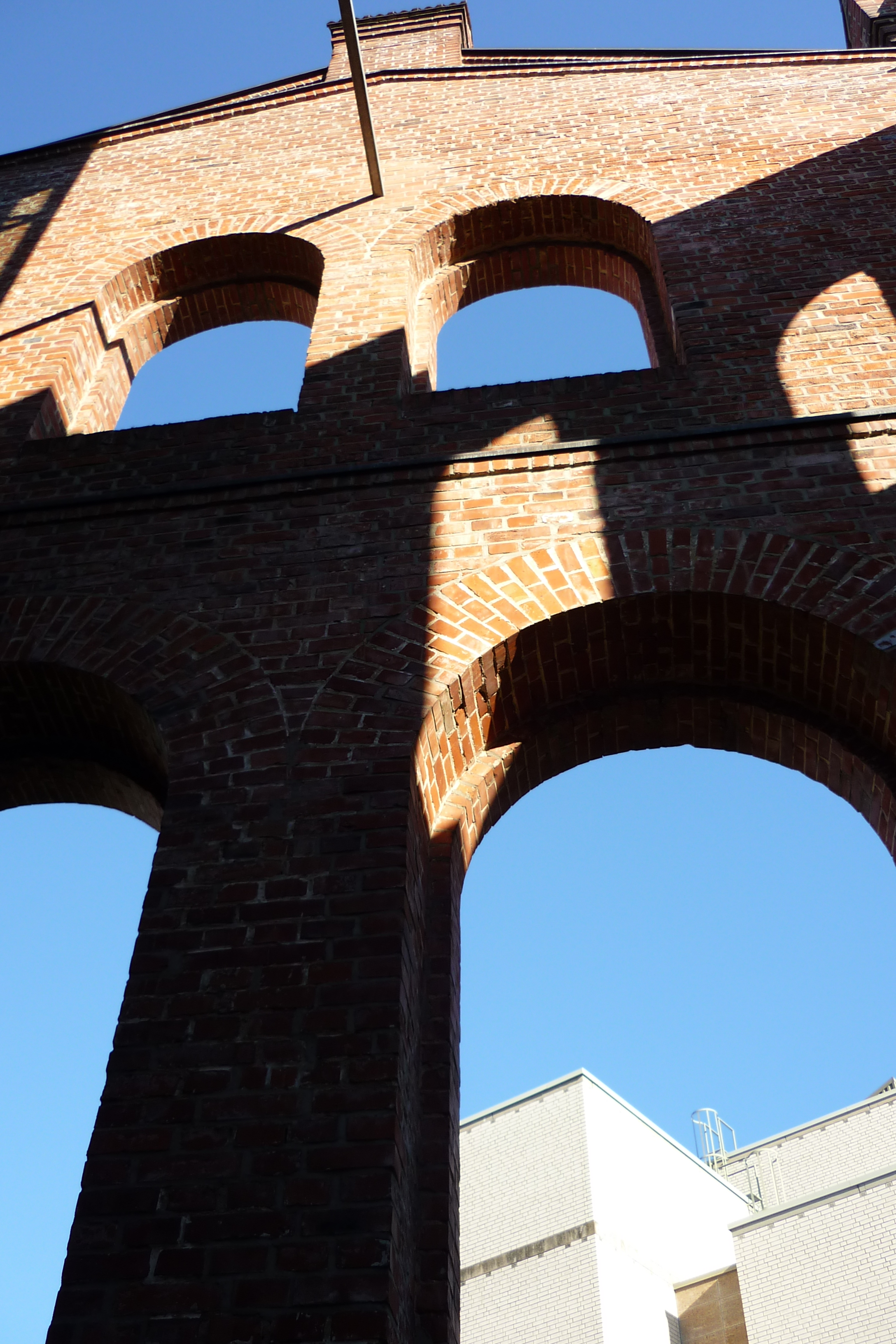
Sophie-Henschel-Haus

- Wydział 2 – nauki humanistyczne i kulturoznawstwo
- Wydział 5 – nauki społeczne
- Wydział 6 – architektura, urbanistyka oraz kształtowanie środowiska
- Wydział 7 – nauki ekonomiczne
- Wydział 10 – matematyka i nauki przyrodnicze
- Wydział 11 – ekologiczne nauki rolnicze (siedziba w Witzenhausen)
- Wydział 14 – budownictwo i inżynieria środowiska
- Wydział 15 – budowa maszyn
- Wydział 16 – elektrotechnika i informatyka
- Wyższa Szkoła Sztuk Plastycznych (Kunsthochschule Kassel)

### Jednostki poza- i międzywydziałowe
- International Centre for Higher Education Research Kassel – Międzynarodowe Centrum Badań nad Szkolnictwem Wyższym Kassel (INCHER-Kassel)
- Zentrum für Umweltsystemforschung / Center for Environmental Systems Research (CESR)
- Centrum Kompetencyjne Badań nad Ochroną oraz Zmianami Klimatu (CliMA)
- Centrum Nauki i Dydaktyki Ochrony Środowiska (GradZ Umwelt)
- Center for Interdisciplinary Nanostructure Science and Technology (CINSaT)
- Kolegium asystenckie „Öffentlichkeiten und Geschlechterverhältnisse. Dimensionen von Erfahrung”
- Kolegium doktoranckie „Kinder und Kindheiten im Spannungsfeld gesellschaftlicher Modernisierung”
- Instytut Badań nad Energią Słoneczną (ISET)
- Centrum Kompetencyjne Decentralna Technika Zaopatrzenia w Energię Elektryczną (KDEE)
- Instytut Badań nad Energią Elektryczną (IEE)
- Instytut Badań nad Mikroelektroniką (IPM)
- Instytut Prawa Gospodarczego (IWR)
- Interdyscyplinarna Grupa (IG) do Badań Problematyki Kobiecej oraz Społecznej i Kulturowej Tożsamości Płci
- Interdyscyplinarna Grupa do Badań Procesów Pokojowych (AGF)
- IG Podstawowe Problemy Filozoficzne
- IG Mikroelektroniczne Surowce
- IG Badania nad Ochroną Zasobów Wodnych
- IG Pedagogika w Nauczaniu Początkowym
- IG Nauki o Kulturze
- Centrum ds. Kształcenia Nauczycieli
- Referat ds. Studiów Podstawowe
- Referat ds. Praktyk Szkolnych
- Uni Kassel International Management School
- UniKasselTransfer (m.in. Biuro Karier)
- Zentrum Naukowe Technik Informacyjnych (ITeG)

## Profesorowie
- Heinz Bude (2000), socjolog
- Eike Hennig (1981), politolog i socjolog
- Martin Kippenberger (1992), artysta: malarz, instalacje, performance, rzeźba oraz fotografia
- Ulrich Kutschera (1992), biolog: fizjologia roślin oraz teoria ewolucji
- Jan Marco Leimeister (2008), informatyk
- Ayla Neusel (1988)
- Winfried Nöth (1978), anglista, językoznawca oraz semiotyk
- Friedrich Otto (1989), informatyk
- Bernd Overwien (1996), politolog oraz dydaktyk
- Wolfdietrich Schmied-Kowarzik (1971), filozof
- Helmuth Schneider (1991), historyk starożytny
- Johannes Ernst Seiffert (1925-2009), filozof oraz pedagog
- Hubert Weiger (1994)
- Ralf Wagner (2006), ekonomista
- Alexander Roßnagel (1992), prawnik

## Znani absolwenci
- Günther Cramer (SMA Technologie)
- Rüdiger Grube (ur. 1951), menedżer
- Walter Hoffmann (ur. 1952), polityk
- Harald Kimpel (ur. 1950), historyk sztuki oraz kurator
- Artur Klose (ur. 1971), artysta plastyk, autor książek, twórca filmów animowanych, założyciel German Center of Modern Ar
- Klaus Stern (ur. 1968), reżyser filmów dokumentalnych (m.in. Adolf-Grimme-Preis Information & Kultur für Weltmarktführer)
- Thomas Stellmach (ur. 1965), producent filmów animowanych (m.in. Oscar za Quest w 1996)
- Horst Wackerbarth (ur. 1950), artysta fotografik